# Giancarlo Giannini
Giancarlo Giannini (La Spezia, Ligúria, Itàlia, 1 d'agost de 1942) és un actor, doblador i director italià, pare d'Adriano Giannini.

## Carrera
La seva primera aparició al cinema va ser el 1965 (Fango sulla metropoli), però la seva veritable fortuna va començar quan va conèixer la directora italiana Lina Wertmüller, amb la qual va actuar en moltes pel·lícules: Mimí metal·lúrgic, ferit en el seu honor (1972), Insòlita aventura d'estiu (1974), Set belleses (1976), per la interpretació de les quals va obtenir una nominació a l'Oscar.

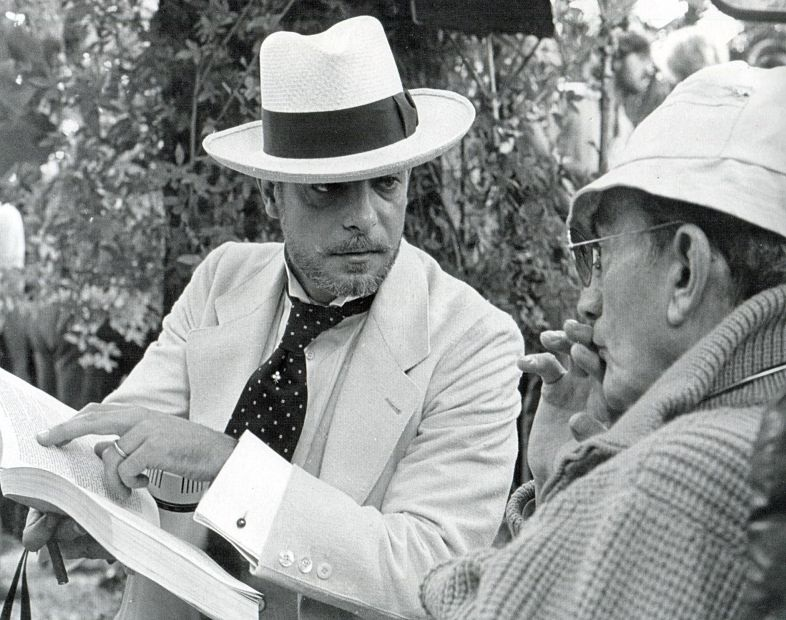
Treballant amb Visconti a L'innocent

Va ser dirigit per molts altres directors italians en pel·lícules famoses, per exemple Luchino Visconti (L'innocent, 1976) Nanni Loy (Mi manda Picone, 1984), Mario Monicelli (Viaggio con Anita, 1979; I Picari, 1988; Il male oscuro, 1990), Dino Risi (Sessomatto, 1973).
La seva participació en pel·lícules estrangeres ha estat creixent des de la dècada de 1980. Val la pena esmentar els seus treballs amb Francis Ford Coppola (New York Stories, 1989), Martin Campbell (Casino Royale, de la saga de James Bond, 2006), Ridley Scott (Hannibal)...
El 2014, va participar en la campanya publicitària de Johnnie Walker Blue Label al costat de Jude Law i el director Jake Scott.

## Col·laboracions
El 2012, va col·laborar amb Eros Ramazzotti en el seu disc Noi amb la cançó Io sono te, fent una veu en off.

## Filmografia
Filmografia:
| Any  | Títol                            | Personatge                         |
| ---- | -------------------------------- | ---------------------------------- |
| 1968 | Anzio                            | Soldat ras Cellini                 |
| 1969 | Faulien Doktor                   | Hans Rupert                        |
| 1969 | El secret de Santa Vittoria      | Fabio                              |
| 1972 | The Seduction of Mimi            | Mimi metal·lúrgic ferit en l'honor |
| 1972 | La primera nit de tranquil·litat | Giorgio Mosca                      |
| 1973 | Love and Anarchy                 | Antonio Soffiantini Tunin          |
| 1974 | Swept Away                       | Gennario Carunchio                 |
| 1975 | La ronda del plaer               | Gino                               |
| 1976 | Pasqualino Settebellezze         | Pasqualino Settebellezze           |
| 1976 | L'innocent                       | Tullio Hermil                      |
| 1977 | A Night Full of Rain             | Paolo                              |
| 1985 | Saving Grace                     | Abalardi                           |
| 1985 | Fever Pitch                      | Charley                            |
| 1989 | O Re                             | Francis II de les dues Siciclies   |
| 1992 | Once Upon a Crime...             | Inspector Bonnard                  |
| 1995 | Un passeig pels núvols           | Alberto Aragón                     |
| 1996 | Mort a Granada                   | Taxi                               |
| 1997 | Mimic                            | Manny                              |
| 1997 | Mes allà del jardí               | Bernardo                           |
| 1998 | La cena                          | professor                          |
| 2000 | Una nit amb Sabrina Love         | Leonardo                           |
| 2001 | Hannibal                         | Inspector Rinaldo Pazzi            |
| 2002 | Darkness (pel·lícula)            | Albert Rua                         |
| 2002 | Tu voglio bene Eugenio           | Eugenio                            |
| 2003 | My House in Umbria               | Inspector Girotti                  |
| 2004 | Man on Fire                      | Miguel Manzano                     |
| 2005 | The Shadow Dancer                | Moretti                            |
| 2006 | Casino Royale                    | Rene Mathis                        |
| 2006 | Tirant lo Blanc                  | Emperador de Visantia              |
| 2008 | Quantum of Solace                | Rene Mathis                        |